# Bati (austronezijski jezik)
Bati jezik (ISO 639-3: bvt; gah), austronezijski jezik s istočne obale Cerama u Indoneziji, između Kian Darata i Kelesera, kojim govori oko 3 500 ljudi (Loski 1989). Pripada zajedno s jezicima geser-gorom [ges] i watubela [wah] podskupini geser-gorom, široj skupini centralnomolučkih jezika.

## Vanjske poveznice
- Ethnologue (14th)
- Ethnologue (15th)